# Lima hians
Lima hians är en musselart som först beskrevs av Gmelin 1791.  Lima hians ingår i släktet Lima och familjen filmusslor. Inga underarter finns listade i Catalogue of Life.